# استئصال البنكرياس
استئصال البنكرياس (بالإنجليزية: pancreatectomy) هو مصطلح في المجال الطبي، وهو عبارة عن عملية جراحية لإزالة واستئصال جزء أو جميع البنكرياس، توجد عدة أنواع من استئصال البنكرياس، بما في ذلك استئصال البنكرياس والاثنا عشر (إجراء ويبل)، واستئصال البنكرياس البعيد، واستئصال البنكرياس الجزئي، واستئصال البنكرياس الكلي، تستخدم هذه الإجراءات في إدارة العديد من الحالات التي تنطوي على البنكرياس، مثل أورام البنكرياس الحميدة وسرطان البنكرياس والتهاب البنكرياس.

## الاستخدامات
يتم تنفيذه لمجموعة متنوعة من الأسباب، وهي:
- الإلتهاب
  - التهاب البنكرياس الناخر.
  - التهاب البنكرياس المزمن مع الألم.
- الإصابات
- الأورام
  - السرطانية الغدية.
  - الأورام الغدية الكيسية (موسيني / مصلي).
  - السرطانية الغدية الكيسية.
  - أورام خلايا لانغرهانس(ورم خلية عصبية صماء).
  - ورم غدي كيسي حليمي.
  - ورم الغدد اللمفاوية.
  - أورام الخلية العنيبية المركزية.
- إفراط الإنسولين وهبوط السكر الشديد

## الأنواع

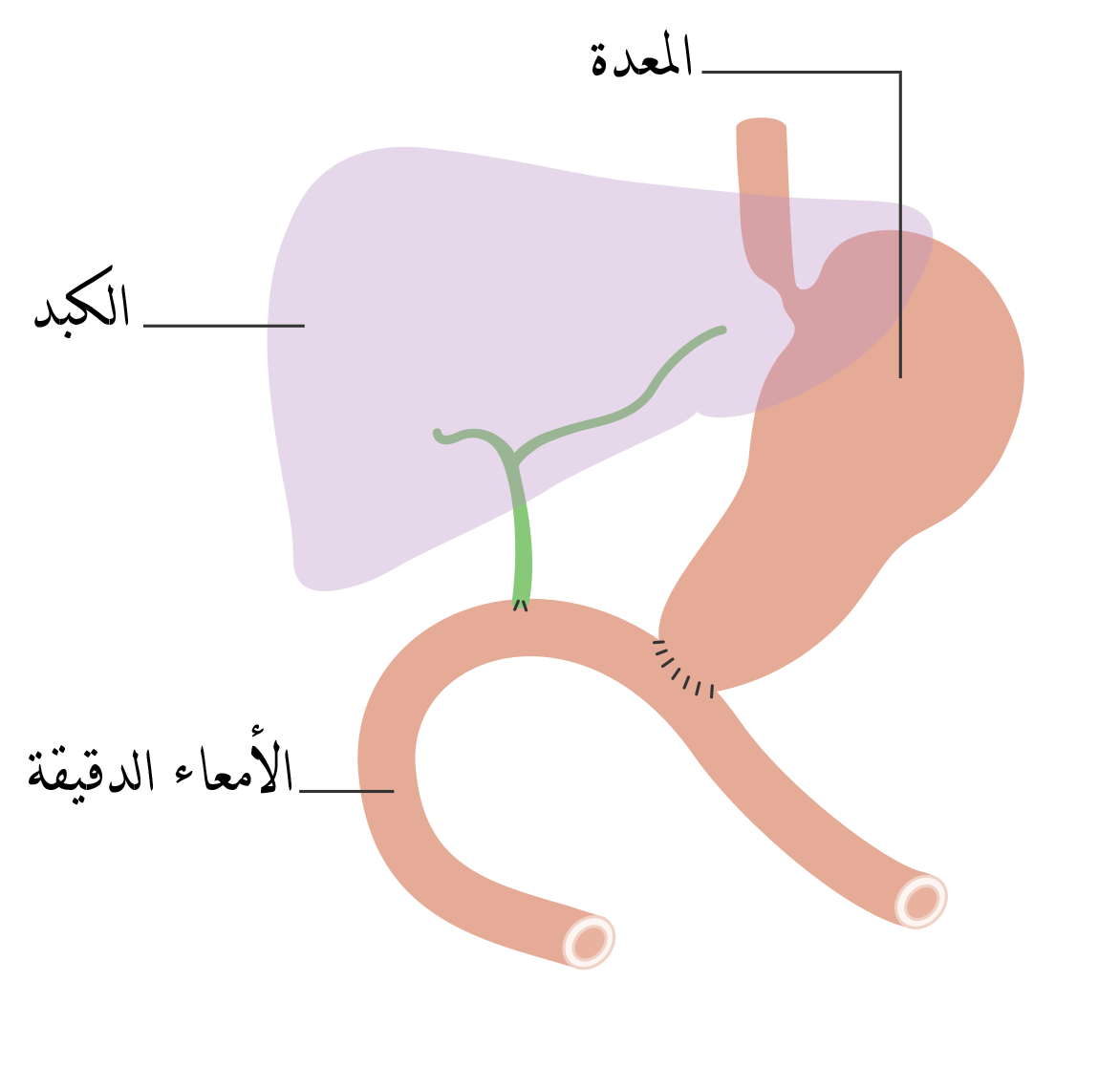
Diagram showing how the bowel is joined back together after a total pancreatectomy

العملية الجراحية الأكثر شيوعًا التي تنطوي على إزالة جزء من البنكرياس تسمى استئصال البنكرياس والاثنا عشر.
من بين النتائج الشائعة لاستئصال البنكرياس الكامل أو الجزئي وجود قصور في وظائف الغدد الصماء أو البنكرياس التي تتطلب استبدال الإنسولين أو إنزيمات الجهاز الهضمي، يصاب المريض مباشرة بالنوع الأول من داء السكري، مع القليل من الأمل في علاج داء السكري من النوع الأول في المستقبل، بما في ذلك استعادة وظيفة الغدد الصماء إلى البنكرياس التالف، بما أن البنكرياس إما غائب جزئيًا أو كليًا، يمكن علاج مرض السكري من النوع الأول بمراقبة دقيقة لجلوكوز الدم وعلاج الأنسولين، نظرًا لأن البنكرياس مسؤول عن إنتاج العديد من الإنزيمات الهضمية، فيجب إعطاء استئصال البنكرياس فقط كخيار لمرض البنكرياس الذي يهدد الحياة، مثل سرطان البنكرياس، من المهم جدًا ملاحظة أنه حتى بعد استئصال البنكرياس، يمكن للألم أن يكون موجودًا عند معظم المرضى.
استئصال البنكرياس البعيد هو إزالة الجسم وذيل البنكرياس.

## توقعات سير المرض
بعد استئصال البنكرياس الكلي، لم يعد الجسم ينتج إنزيماته الخاصة بالإنسولين أو البنكرياس، لذلك يتعين على المرضى تناول مكملات الإنسولين والإنزيم، أولئك الذين لم يكونوا بالفعل مصابين بالسكري أصبحوا كذلك، ضبط السكر يمثل تحديًا حتى بالنسبة للبنكرياس الشباب الأصحاء نسبيًا، وذلك بسبب التحديات الهضمية المتمثلة في عدم وجود الأنسولين الداخلي والأنزيمات البنكرياسية الخاضعة للسيطرة الذاتية، يمكن أن يكون تحديا لا يمكن التغلب عليه اعتمادا على العمر والأمراض المصاحبة، ولكن بشكل عام، فإن نوعية الحياة لدى المرضى بعد استئصال البنكرياس الكلي قابلة للمقارنة مع نوعية الحياة في المرضى الذين خضعوا لاستئصال جزئي للبنكرياس.
يوجد إجراء تجريبي يسمى زرع خلية جزيرة للمساعدة في التخفيف من فقدان وظيفة الغدد الصماء بعد استئصال البنكرياس الكلي.